# دون كامبل
دون كامبل (بالإنجليزية: Don Campbell)‏ (19 أكتوبر 1932 في المملكة المتحدة - 1 سبتمبر 2016) هو لاعب كرة قدم بريطاني في مركز الدفاع. لعب مع نادي غيلينغهام ونادي كرو ألكساندرا ونادي ليفربول ونادي مارغيت وكانتربري سيتي ‏ ونادي فوكستون.